# Around The World (DA PUMPの曲)
『Around The World』（アラウンド ザ ワールド）は、日本の男性アイドルグループDA PUMPの6枚目のシングルである。1998年10月21日発売。発売元はavex tune。

## 概要
- 前作から4ヶ月ぶりとなるシングル。
- 売上枚数9万970枚。
- PVはavex本社ビルの屋上で撮影された。
- 1998年10月17日COUNT DOWN TVに出演。
- 1998年10月24日ポップジャムに出演。
- 1998年11月9日HEY!HEY!HEY! MUSIC CHAMPに出演。
- 1998年11月24日うたばんに出演。
- 1998年12月4日日本有線大賞に出演。
- 1998年12月18日FUNに出演。

## 収録曲
1. Around The World(4:29)
作詞：m.c.A・T、作曲・編曲：富樫明生
2. Heart Edge itching(3:26)
作詞：m.c.A・T、作曲・編曲：富樫明生
3. Around The World (original karaoke)(4:29)
4. Heart Edge itching (original karaoke)(3:26)

## 収録アルバム
- オリジナル『Higher and Higher!』（1999年7月28日）
- ベスト『Da Best of Da Pump』（2001年2月28日）
- リミックス『Da Best Remix of Da Pump』（2001年8月29日）
Tiny Voice, Production Remix
- ベスト『THANX!!!!!!! Neo Best of DA PUMP』（2018年12月12日）

## タイアップ
- Around The World：シャープ「MD-J」CMソング
- Heart Edge itching：テレビ東京「Gパラダイス」/TBS「くえない奴」エンディングテーマ